# Johan af Slesvig-Holsten-Gottorp
Johan af Slesvig-Holsten-Gottorp (tysk: Johann), kaldet Biskop Hans (født 18. marts 1606, død 21. februar 1655), var et medlem af fyrstehuset Slesvig-Holsten-Gottorp, der som Johan 10. var protestantisk fyrstbiskop af Lübeck fra 1634 til 1655.
Johan var søn af Hertug Johan Adolf af Slesvig-Holsten-Gottorp og nevø til den forrige fyrstbiskop af Lübeck Johan Frederik, som han efterfulgte i 1634.